# Jindřich Strniště
Jindřich Strniště (17. listopadu 1902 Třebíč – 1. května 2003 Vimperk) byl český běžec na střední tratě. Byl bratrem dvojčetem Viktora Strništěho, který se také věnoval závodně atletice.

## Biografie
V roce 1922 se začal věnovat závodně atletice v klubu SK Achilles v Třebíči, kde byli trénování doktorem Kostínkem a profesorem Sedlákem, ve stejný rok začal v klubu působit také jeho bratr. Od roku 1924 pak působil v klubu SK Prostějov a následně od téhož roku působil v klubu SK Židenice v Brně. Tam pak působil opět spolu se svým bratrem a také Vilémem Šindlerem a Václavem Vohralíkem. V roce 1929 pak překonal československý rekord v běhu na 1500 metrů, tuto trať zaběhl za 4:01 minuty. Roku 1930 se stal mistrem Československé republiky v běhu na 1500 metrů. Od roku 1931 pak působil v klubu SK Moravská Slavia a v roce 1932 pak působil v klubu AC Sparta, kde zakončil kariéru. Po skončení kariéry působil jako instruktor běžců v AC Slavia Praha. Do padesátých let dvacátého století byl majitelem prodejny sportovních potřeb v Praze v domě YMCA v ulici Na Poříčí.

## Osobní rekordy
- běh na 400 metrů – 0:54
- běh na 800 metrů – 1:58,9
- běh na 1000 metrů – 2:36
- běh na 1500 metrů – 4:05,6[1]